# H.323
H.323协议是ITU-T提出的关于视频电话及多媒体会议传输协议H.32x系列中的一部分。

## 歷史
第一版的 H.323 由 ITU 公布於1996年9月推出。ITU-T在完成了在ISDN 2Mbit/s上的视频电话及多媒体会议传输协议H.320后，ITU-T又相继发布了具有相似功能的H.310，H.321工作于ATM网络和使用了调制解调技术的H.324工作于公共交换电话网（PSTN）以及没有来得及发布就淘汰的H.322工作在Isochronous Ethernet. 直到1995年ITU-T发布了迄今为止被广泛采用的，最有前途的，也是在QoS（Quality of Service 服务质量）上克服了众多困难，定义了完善的服务质量，提供较好的服务质量保证。H.323工作在局域网，H.323为现有的分组网络（如IP网络）提供多媒体通信标准。若和其它的IP技术如IETF的资源预留协议（RSVP）相结合，就可以实现IP网络的多媒体通信。它配合IP做为在OSI网络层的协议。它的最主要的目的是提供PBN在不同的网络之间进行多媒体通信互连互通的标准。
关于H.323最初的版本是在1996年6月由ITU-T发布的，为各种通信行业提供了一个标准。最初的焦点只是在局域网上，因为当时Qos服务质量标准对于基于IP的广域网，例如Internet，还没有的很好的制定出。在1996年早期，H.323的应用明确的要求在广域网中得到应用，将语音通信做为唯一的目标，所以基于IP技术的H.323诞生了。随后，H.323继续向前发展，做为一个以IP技术应用为基础，集成了众多关于语音通信技术协议的平台。第一次主要的对这个协议做出的修改和添加内容，是由ITU-T在1998年1月发布的H.323版本2。在1999年9月，ITU-T发布H.323v3，合并了众多的长远的功能，并扩展了它的概念，这些工作使得H.323成为全球范围内数据IP电话及企业内部IP电话发展得基础。而且随后得时间更多得扩充被添加到H.323协议中，2000年11月17日H.323 的第4版问世，添加了在很多重要的领域的扩充和改进。其中包括可靠性，可测量性，和灵活性。新的特性使它在市场要求网关和MCU不断升级中更加灵活的完成自身的升级。H.323 已经无异议的成了在网络传输声音，视频，数据会议的领导者。

## 協議
H.323是一個系統的規範，它使用多個ITU-T和IETF協議。H.323系統的核心是：
- H.225.0 註冊（Registration），同意（Admission）和狀態（Status, 簡稱RAS），這是一個H.323終端和Gatekeeper之間提供地址解析和准入控制服務。
- H.225.0呼叫信令，這是兩個H.323實體之間的任何使用，以建立溝通。
- H.245的控制協議的多媒體通信（multimedia communication），它描述的消息和程序，用於能力交換，打開和關閉邏輯通道音頻，視頻和數據，控制和適應症。
- 實時傳輸協議（RTP），這是用於發送或接收任何兩個實體之間的多媒體信息（語音，視頻或文本）

許多H.323系統還實現了在各個定義的其他協議ITU-T建議提供補充服務支持。
- H.235系列介紹，包括信令和媒體的安全範圍內的H.323安全。
- H.239描述了雙流使用的視頻會議，視頻直播，其他靜止圖像。
- H.450系列介紹各種輔助服務。
- H.460系列的定義，可能是由一個端點或Gatekeeper來實作選擇性擴展，包括ITU-T建議書， H.460.17 ， *H.460.18，和 H.460.19網絡地址轉換（NAT）/防火牆（FW）穿越。

除了這些ITU-T建議，H.323還實現各種IETF 的RFC, 為媒體傳輸和媒體打包，包括實時傳輸協議 （RTP）。

## H.323結構
H.323系統定義以提供豐富的多媒體通信功能的多個網絡元素。這些元素是終端（Terminals），多點控制單元（MCU）的，Gateway ，Gatekeeper和邊框元素（Border Elements）。終端，多點控制單元和網關往往統稱為端點（endpoints）。

### H.323網絡元素

#### 終端

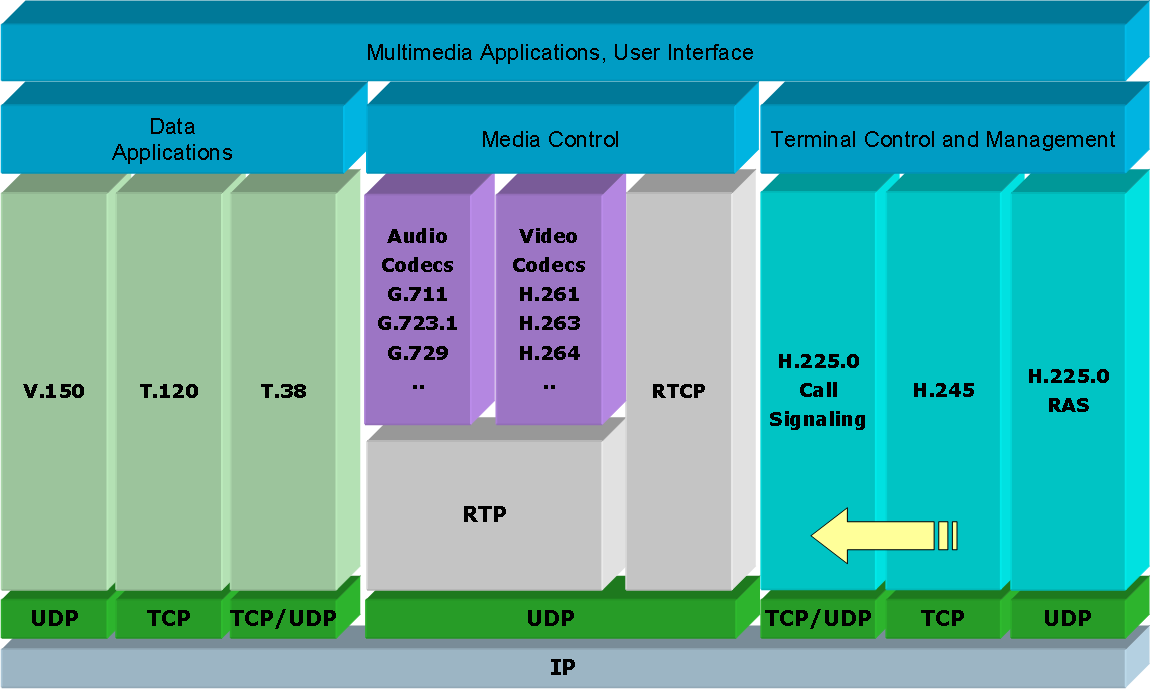
圖1 - 一個完整且複雜的 H.323 協議堆疊

終端（Terminals）在H.323網路裡是最基本的要素，因為這些設備，用戶通常會遇到。他們可能會在一個簡單的IP電話（IP phone）或一個功能強大的high-definition視訊會議系統的形式存在。
H.323終端裡面是一些被稱為協議堆疊（Protocol stack），實現H.323系統中定義的功能。 協議棧將包括ITU - T的建議 H.225.0和H.245，以及RTP或以上描述的其他協議中定義的基本協議的執行情況。
圖1中，描繪了一個提供支持語音、視頻和各種形式的數據通信的完整複雜堆疊。在現實中，大多數的H.323系統不會實作這麼多種的功能，但是這個堆疊的佈局邏輯對於理解這些協議的關聯很有幫助。

#### 多點控制單元
多點控制單元 （MCU）是負責管理多點會議，並稱為兩個邏輯實體組成的多點控制器（ MC ）和多點處理器（MP）。在更實際的術語，MCU不像今天在PSTN中使用的會議橋（conference bridges）。然而，最顯著的區別是H.323的MCU的可能是能夠在除了傳統的會議橋進行正常的音頻混合，視頻混合或切換。一些MCU還提供多點數據協作功能。這意味著終端用戶的是，放入一個 H.323 MCU進行視頻通話，用戶可能會看到會議的所有其他參與者，而不是只聽到他們的聲音。

#### Gateways
網關設備，使H.323網絡和其他網絡，如PSTN或ISDN網絡，之間的溝通。 如果在對話中的一方是利用一個終端，是不是一個 H.323終端，然後調用必須通過一個網關，以使雙方的溝通。

#### Gatekeepers
Gatekeeper在H.323網絡終端是一個可選組件，Gatekeeper和MCU套件提供了多項服務。這些服務包括端點註冊、地址解析、接入控制、用戶驗證，等等。看門人執行的各項職能，地址解析是最重要的，因為它能使兩個端點接觸沒有任何端點知道對方的其他端點的IP地址。
Gatekeepers可能被設計成工作在兩個信令模式之一，即“直接路由”和“gatekeeper routed”模式。直接路由模式是最有效和最廣泛部署的的的模式。在這種模式下，端點使用RAS協議，以了解遠程端點的IP地址和一個電話是直接建立與遠程設備。在Gatekeeper routed模式下，呼叫信令要經由gatekeeper確認通過。 而後者需要Gatekeeper有更多的處理能力，這也給Gatekeeper在呼叫和能力提供輔助服務，代表端點的完全控制。
H.323端點使用RAS協議，溝通與把關。 同樣，gatekeeper使用RAS與其他gatekeeper溝通。
註冊到一個endpoint守在H.323的端點的集合被稱為一個“zone”。這種設備的集合並不一定必須有一個相關的物理拓撲。相反，一個區域可能是完全合乎邏輯的，是由網路管理員任意定義。
Gatekeeper有能力鄰居一起，使呼叫解決區域之間可能發生。 周邊方便使用的撥號計劃， 作為全球撥號計劃。 撥號計劃促進“跨區域”撥號，以便在不同的區域中的兩個端點，仍然可以互相溝通。 

#### 邊框元素和同行的元素
邊界元素（Border Elements）和同行元素（Peer Elements）類似Gatekeeper, 都是可選實體，但不直接管理端點（endpoint），並提供一些RAS協議中未描述的服務。邊框或同行元素的作用是通過了一個“管理域”（administrative domain）定義。
管理域是所有區域的集合，服務提供商的控制下的一個人或組織。在服務提供商網絡中可能有數百或數以千計的網關設備、電話、視頻終端，或其他H.323網絡元素。

### H.323 網路訊號
H.323 是使用二進制協議 ，它允許網絡元素高效的消息處理。該協議的ASN.1中的定義和使用在電線上的有效信息編碼壓縮編碼規則（PER,Packed Encoding Rules）的消息編碼形式。下面是一個在H.323系統中的各種通信流量的概述.

#### H.225.0 呼叫訊號
端點遠程端點的地址，一旦解決，將使用H.225.0呼叫信令，以建立與遠程實體通訊. H.225.0 messages are:
- 安裝和設置承認（Setup and Setup acknowledge）
- Call Proceeding
- 連接（Connect）
- Alerting
- Information
- Release Complete
- Facility
- Progress
- 狀態和狀態查詢（Inquiry）
- 通知（Notify）

#### RAS信號
端點使用RAS協議進行溝通。同樣，Gatekeeper使用RAS與同行進行交流。RAS是一個相當簡單的協議，只是一些消息組成。即：
- Gatekeeper請求，拒絕，並確認消息（GRX）
- 註冊（Registration）請求，拒絕，並確認消息（RRX）
- 註銷（Unregister）請求，拒絕，並確認消息（URX）
- 同意（Admission）要求，拒絕，並確認消息（ARX）
- 頻寬（Bandwidth）請求，拒絕，並確認消息（BRX）
- 放開（Disengage）要求，拒絕，並確認（DRX）
- 位置請求，拒絕，並確認消息（LRX）
- 信息的請求，ACK，NACK，並響應（IRX）
- 非標準消息
- 未知消息（Unknown message）回應
- 正在進行的請求（Request in progress, RIP）
- 資源可用性指示和確認（RAX）
- 服務控制指示和響應（SCX）
- 確認同意序列（Admission confirm sequence, ACS）

## 替代
H.323的擴展性在超大型應用中存在問題。例如H.323不能與SS7整合，或補充SS7必須提供的強大功能。建置H.323的成本也是一個問題。
IETF 發明會話發起協議（SIP），也可以通過IP語音和視頻通信的標準，SIP只使用6個指令管理呼叫控制資訊。也有其他的ITU-T建議用於視頻會議和可視電話服務-H.320（使用ISDN）和 H.324（使用普通模擬電話線和3G手機）。一些供應商（如Skype），還可以使用自己的封閉專有格式。Access Grid提供了大致相似的功能，強調是open source以及multicast。EVO還提供通過Java的功能，包括對H.323的支持。媒體網路閘道控制協議（MGCP）是另一種解決方案。

## H.323系统ITU-T建议书
ITU-T H.323核心建议书
- ITU-T Recommendation H.323 （页面存档备份，存于）, Packet-based multimedia communications systems.
- ITU-T Recommendation H.225.0 （页面存档备份，存于）, Call signalling protocols and media stream packetization for packet-based multimedia communication systems.
- ITU-T Recommendation H.245 （页面存档备份，存于）, Control protocol for multimedia communication.
- ITU-T Recommendation H.246 （页面存档备份，存于）, Interworking of H-series multimedia terminals with H-series multimedia terminals and voice/voiceband terminals on GSTN and ISDN.
- ITU-T Recommendation H.283 （页面存档备份，存于）, Remote device control logical channel transport.
- ITU-T Recommendation H.341 （页面存档备份，存于）, Multimedia management information base.

ITU-T H.235系列建议书
- ITU-T Recommendation H.235.1 （页面存档备份，存于）, H.323 security framework: Baseline security profile.
- ITU-T Recommendation H.235.2 （页面存档备份，存于）, H.323 security framework: Signature security profile.
- ITU-T Recommendation H.235.3 （页面存档备份，存于）, H.323 security: Hybrid security profile.
- ITU-T Recommendation H.235.4 （页面存档备份，存于）, H.323 security: Direct and selective routed call security.
- ITU-T Recommendation H.235.5 （页面存档备份，存于）, H.323 security: Framework for secure authentication in RAS using weak shared secrets.
- ITU-T Recommendation H.235.6 （页面存档备份，存于）, H.323 security framework: Voice encryption profile with native H.235/H.245 key management.
- ITU-T Recommendation H.235.7 （页面存档备份，存于）, H.323 security framework: Usage of the MIKEY key management protocol for the Secure Real Time Transport Protocol (SRTP) within H.235.
- ITU-T Recommendation H.235.8 （页面存档备份，存于）, H.323 security: Key exchange for SRTP using secure signalling channels.
- ITU-T Recommendation H.235.9 （页面存档备份，存于）, H.323 security: Security gateway support for H.323.

ITU-T H.450系列建议书
- ITU-T Recommendation H.450.1 （页面存档备份，存于）, Generic functional protocol for the support of supplementary services in H.323.
- ITU-T Recommendation H.450.2 （页面存档备份，存于）, Call transfer supplementary service for H.323.
- ITU-T Recommendation H.450.3 （页面存档备份，存于）, Call diversion supplementary service for H.323.
- ITU-T Recommendation H.450.4 （页面存档备份，存于）, Call hold supplementary service for H.323.
- ITU-T Recommendation H.450.5 （页面存档备份，存于）, Call park and call pickup supplementary service for H.323.
- ITU-T Recommendation H.450.6 （页面存档备份，存于）, Call waiting supplementary service for H.323.
- ITU-T Recommendation H.450.7 （页面存档备份，存于）, Message waiting indication supplementary service for H.323.
- ITU-T Recommendation H.450.8 （页面存档备份，存于）, Name identification supplementary service for H.323.
- ITU-T Recommendation H.450.9 （页面存档备份，存于）, Call completion supplementary service for H.323.
- ITU-T Recommendation H.450.10 （页面存档备份，存于）, Call offering supplementary service for H.323.
- ITU-T Recommendation H.450.11 （页面存档备份，存于）, Call intrusion supplementary service for H.323.
- ITU-T Recommendation H.450.12 （页面存档备份，存于）, Common Information Additional Network Feature for H.323.

ITU-T H.460系列建议书
- ITU-T Recommendation H.460.1 （页面存档备份，存于）, Guidelines for the user of the generic extensible framework.
- ITU-T Recommendation H.460.2 （页面存档备份，存于）, Number Portability interworking between H.323 and SCN networks.
- ITU-T Recommendation H.460.3 （页面存档备份，存于）, Circuit maps within H.323 systems.
- ITU-T Recommendation H.460.4 （页面存档备份，存于）, Call priority designation and country/international network of call origination identification for H.323 priority calls.
- ITU-T Recommendation H.460.5 （页面存档备份，存于）, H.225.0 transport of multipl Q.931 information elements of the same type.
- ITU-T Recommendation H.460.6 （页面存档备份，存于）, Extended Fast Connect feature.
- ITU-T Recommendation H.460.7 （页面存档备份，存于）, Digit maps within H.323 systems.
- ITU-T Recommendation H.460.8 （页面存档备份，存于）, Queirying for alternate routes within H.323 systems.
- ITU-T Recommendation H.460.9 （页面存档备份，存于）, Support for online QoS-monitoring reporting within H.323 systems.
- ITU-T Recommendation H.460.10 （页面存档备份，存于）, Call party category within H.323 systems.
- ITU-T Recommendation H.460.11 （页面存档备份，存于）, Delayed call establishment within H.323 systems.
- ITU-T Recommendation H.460.12 （页面存档备份，存于）, Called user release control.
- ITU-T Recommendation H.460.13 （页面存档备份，存于）, Support for Multi-Level Precedence and Preemption (MLPP) within H.323 systems.
- ITU-T Recommendation H.460.14 （页面存档备份，存于）, Call signalling transport channel suspension and redirection within H.323 systems.
- ITU-T Recommendation H.460.15 （页面存档备份，存于）, Multiple message release sequence capability.
- ITU-T Recommendation H.460.16 （页面存档备份，存于）, Using H.225.0 call signalling connection as transport for H.323 RAS messages.
- ITU-T Recommendation H.460.17 （页面存档备份，存于）, Traversal of H.323 signalling across network address translators and firewalls.
- ITU-T Recommendation H.460.18 （页面存档备份，存于）, Traversal of H.323 signalling across network address translators and firewalls.
- ITU-T Recommendation H.460.19 （页面存档备份，存于）, Traversal of H.323 media across network address translators and firewalls.
- ITU-T Recommendation H.460.20 （页面存档备份，存于）, Location number within H.323 systems.
- ITU-T Recommendation H.460.21 （页面存档备份，存于）, Message broadcast for H.323 systems.
- ITU-T Recommendation H.460.22 （页面存档备份，存于）, Negotiation of security protocols to protect H.225.0 Call Signalling Messages.

ITU-T H.500系列建议书
- ITU-T Recommendation H.501 （页面存档备份，存于）, Protocol for mobility management and intra/inter-domain communication in multimedia systems.
- ITU-T Recommendation H.510 （页面存档备份，存于）, Mobility for H.323 multimedia systems and services.
- ITU-T Recommendation H.530 （页面存档备份，存于）, Symmetric security procedures for H.323 mobility in H.510.